# 基斯 (澳大利亚)
基斯（Keith），是南澳大利亞州东南部一个农业杰出的小镇。它距阿德莱德大约225公里，處於杜克斯高速公路与瑞德克高速公路的交汇处。由于在这片区域有很多苜蓿种植者，所以它有时被称作是“澳大利亚苜蓿之都”。2006年的人口调查显示，基斯的人口总数为1,089人 ；之后2011年的人口调查显示，基斯的人口总数为1,320人。

## 历史
1884年的记录显示此地被称作怪物山（Mount Monster），这是因为小镇外一块裸露的巨型花岗岩而得名。1889年，小镇被正式命名为基斯。据说是以当时南澳州州长基彤尔男爵（Lord Kintore）的家乡来命名的。他的家乡阿伯丁郡在苏格兰被称作基斯殿（Keith Hall），他也因此被称为基彤尔伯爵。
当地邮政局大约在1874年建立，当时被称作怪物山邮局，之后在1904年又改名为基斯邮局
。1905年，大多数商店已开设；1907年，教育局在当地分支机构以外的地方租房作为临时学校。1910年基斯旅馆开业；1912年小镇临时学校成为公立学校。
1940年代期间，联邦科学与工业研究组织（CSIRO）在这片区域发现矿产。随着进一步探勘元素的踪迹，这片土地成为逐漸被開發。在澳大利亞互助會（AMP Society）的赞助下，这片土地清理成为農地。一辆陆虎越野車被豎立在小镇的一根柱子上以作為歷史性地标。1957年，当地学校轉型成为地区性学校，以容納大量湧入的学生。

## 现状
如今，一些历史建筑依然矗立着，而且还有一些依旧在使用中。小镇的第一所教学楼如今依旧在使用中。1910年建立的教堂融入了当地先进的采光技术，同时表现了当地的历史特色。现在，此教堂是众所周知的旅游景点。
当地艺术家吉姆斯·达令（James Darling）设计了当地的水元素雕塑。它是为了展示澳大利亚的水利事業以及当地的分布广泛的灌溉系统。
当地的产业主要是粮食生产和牲畜放牧。最近，随着農业的发展，当地的橄榄产量正达到巅峰。小镇有一支隶属于科伟瑞-诺瑞科特-塔提亚瑞联盟（Kowree-Naracoorte-Tatiara Football League）的澳式橄榄球队。

## 政府管理
基斯隶属于塔提亚瑞区议会（Tatiara District Council）、麦克基罗普（Mackillop）州选区以及巴克國會選區。

## 著名居民
- 安迪·卡尔迪科特（Andy Caldecott）：职业摩托车手，四次赢得澳大利亚萨法瑞大赛（Australian Safari），参加了2004年的巴黎达喀尔拉力赛并且在2005年赢得第六名。在2006年的巴黎达喀尔拉力赛的第九阶段，死于颈部损伤。
- 赛门·卡克斯（Simon Cox）：职业澳式橄榄球队员，是澳大利亚橄榄球联盟成员（AFL），为霍斯恩老鹰队（Hawthorn Hawks）和西部斗牛犬（Western Bulldogs）队踢过球[來源請求]。
- 吉姆斯·达令（James Darling）：艺术家。
- 杰克·雷登（Jack Redden）：目前是AFL成员，在布里斯本狮子队打球。
- 莱斯利·哈罗德·顿斯利（Leslie Harold Densely ，1894年9月14日－1974年10月14日）基斯区的农业先驱者，南澳州议员（1944-1967）。[5]。